# Uvarovidium smiti
Uvarovidium smiti är en insektsart som beskrevs av Vitaly Michailovitsh Dirsh 1956. Uvarovidium smiti ingår i släktet Uvarovidium och familjen gräshoppor. Inga underarter finns listade i Catalogue of Life.